# Knihovna Gelasta Vodňanského

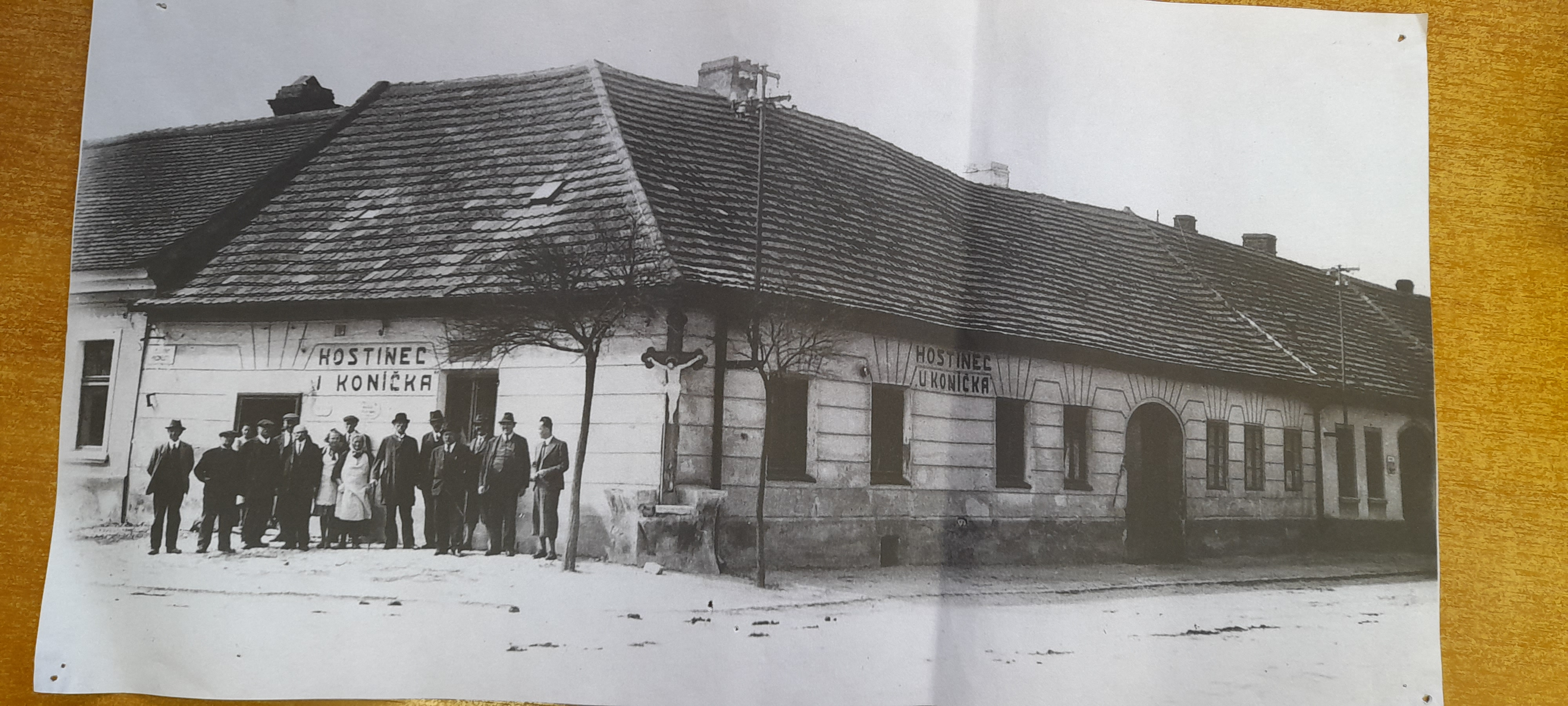
Dříve místo knihovny byl hostinec.

Knihovna Gelasta Vodňanského je městská knihovna obce Vodňany v jižních Čechách.

## Historie
Počátky knihovny lze datovat až do 16. století, kdy Havel Gelastus Vodňanský odkázal knihy vodňanské škole pro učitele a občany Vodňan. V roce 1843 byla založena díky spolku vodňanských měšťanů samotná městská knihovna. Během roku 1844 měla již 300 svazků. Po roce 1860 se díky tomuto kroku ve Vodňanech rozvíjel kulturní život, začali se dělat přednášky a čtenářské večírky. Lidová knihovna Vodňany v dnešní podobě vznikla v roce 1907 a bylo v ní již 1950 knih. Od roku 1974 do roku 2017 byla v čele knihovny ředitelka Eva Laudová.

## Současnost
V knihovním fondu je v současnosti 21 000 svazků. V knihovně je dodnes uchováno 14 rukopisů a 65 tištěných knih, dvacet z nich bylo vydaných před rokem 1500. Mezi ně patří náboženská díla, lékařská a astronomická a vydání klasiků. Jsou to cenné knihy z předních evropských tiskáren od konce 15. století do poloviny 16. století.

V roce 2023 má knihovna zhruba 2 100 registrovaných čtenářů. Od roku 1999 je v knihovně internet, který je přístupný pro všechny čtenáře. Od roku 2022 nese knihovna oficiálně jméno významného mecenáše Havla Gelasta Vodňanského. V roce 2023 otevře knihovna nový venkovní altán, do jehož přípravy zapojila také dobrovolníky a drobné dárce.

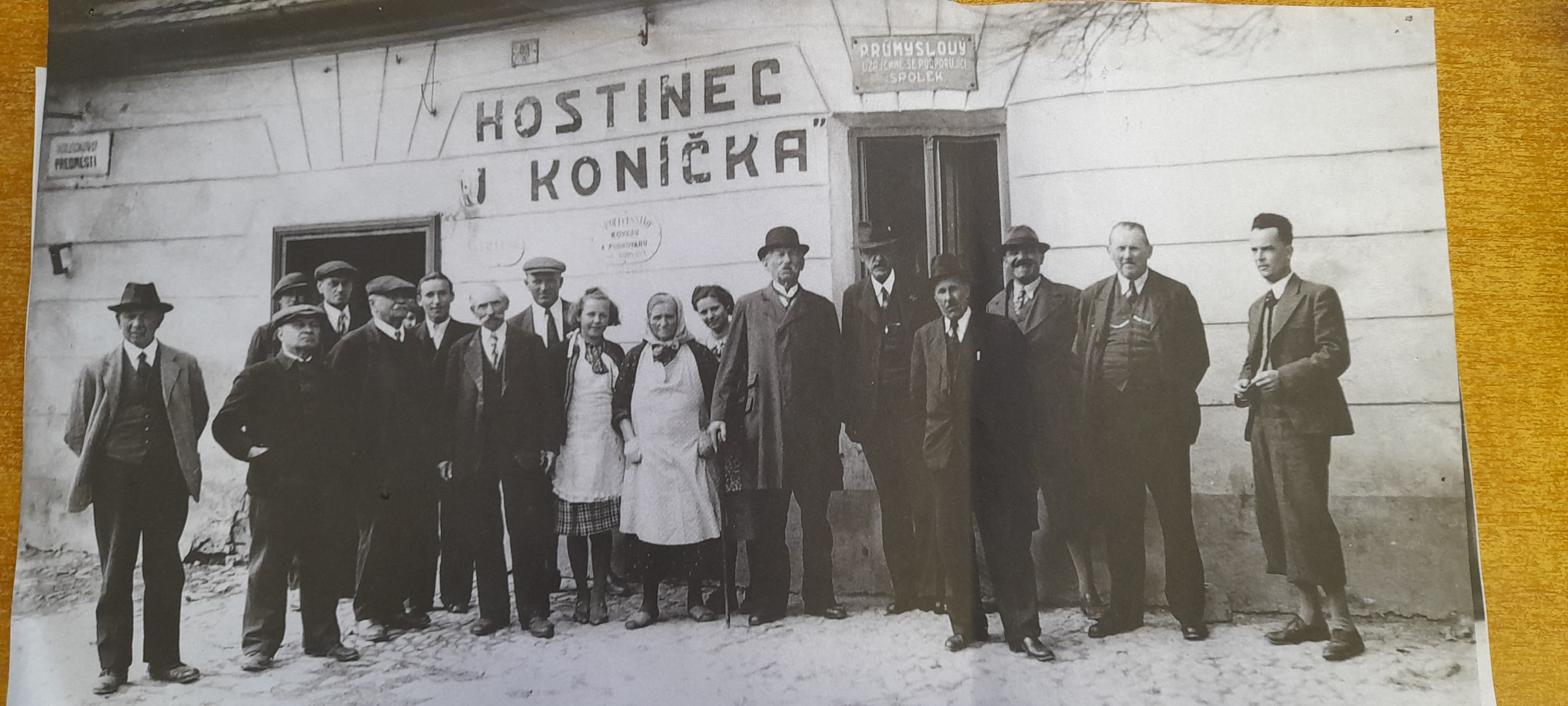
Dnes zde stojí knihovna Gelasta Vodňanského ale dříve tu byl hostinec.